# 西迪人

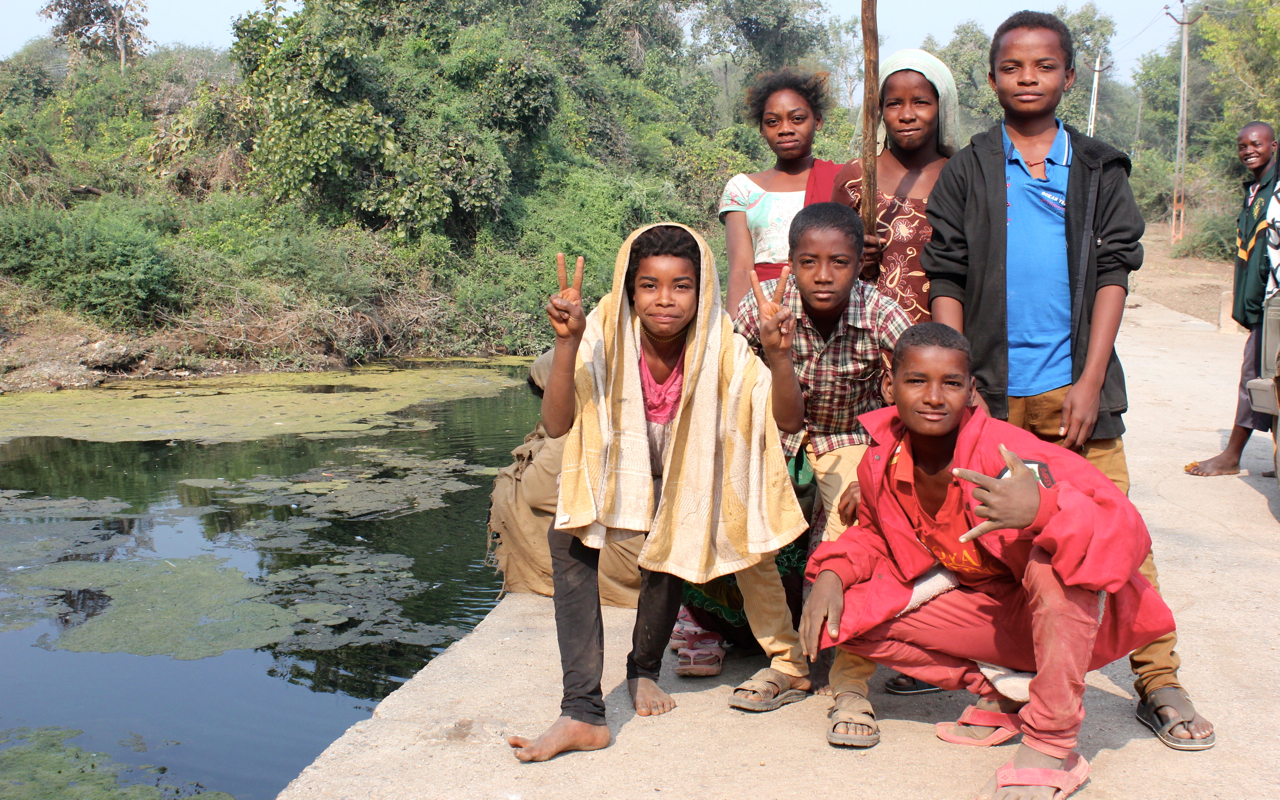
西迪人

西迪人（Siddi），是南亚次大陆对黑人与非裔阿拉伯人称呼，估计他们有20000-55000人，以印度古吉拉特和海得拉巴，卡納塔克邦和巴基斯坦的卡拉奇和莫克蘭为活动中心。他们有两至三种来源，一种是阿拉伯人带来的，另一种是葡萄牙人、英国带来的。

## 历史
黑人最早来到南亚次大陆是628年，在俾路支斯坦一带。一些奴隶在712年阿拉伯人入侵信德省来到印度。虽然多数是奴隶与水手，但也有一些是东非斯瓦希里人后代。十七世纪后来到的多是葡萄牙人带來的奴隶。有些西迪人在印度西部一些地方成为长官，因为他们不是雅利安社会的人。所以多信仰基督教与苏菲派伊斯兰教（一些被印度教同化），在巴基斯坦多与俾路支人结婚。在印度他们地位比贱民稍高。